# Andrei Wladimirowitsch Kosyrew

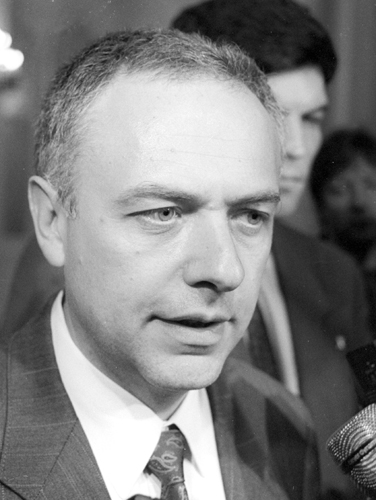
Andrei Kosyrew

Andrei Wladimirowitsch Kosyrew (russisch Андрей Владимирович Козырев; * 27. März 1951 in Brüssel) war russischer Außenminister unter der Regierung Boris Jelzins. Er übte sein Amt von Oktober 1990 bis zu seiner Entlassung im Januar 1996 aus (sein Nachfolger war der spätere Ministerpräsident Jewgeni Primakow).

## Leben
Andrei Kosyrew ist ein Absolvent des Moskauer Staatlichen Institutes für Internationale Beziehungen. Er studierte Geschichte und lernte Französisch und Englisch. Ab 1974 arbeitete er im sowjetischen Außenministerium in der Abteilung für internationale Organisationen, die er von 1986 bis 1990 leitete. Er war Mitglied der KPdSU.
Ab Oktober 1990 war er unter Boris Jelzin Außenminister der Russischen Sozialistischen Föderativen Sowjetrepublik (RSFSR). Er wurde durch das Dekret des Präsidenten der Sowjetunion Michail Gorbatschow vom 12. Dezember 1990 Nr. UP-1177 in den diplomatischen Rang des außerordentlichen und bevollmächtigten Botschafters – den höchsten diplomatischen Rang in der Sowjetunion – befördert. Die ergebnisoffene Position gegenüber dem Westen bezeichnete er während seiner Amtszeit selbst als „romantische“ Periode.
Kosyrew stand der Bewegung Demokratisches Russland nahe. 1993 unterzeichnete er, mit seinem US-amerikanischen Amtskollegen Warren Christopher, für Russland das Oslo-Abkommen zwischen Israel und der PLO. Sein Kurs gegenüber dem Westen wurde jedoch von einer breiten Mehrheit des Parlaments als Anbiederung an die NATO empfunden. Das Parlament betrieb Kosyrews Ablösung durch Jewgeni Maximowitsch Primakow.
Im Volksmund hat Kosyrews Politik, die Beziehungen zu den USA und der NATO aus der Gegnerschaft in eine Partnerschaft zu überführen, ihm den Beinamen „Mr. Ja“ bzw. „Mr. Yes“ – in Anlehnung an den als „Mr. No“ bekannten Außenminister der UdSSR Gromyko – eingebracht. Kosyrews Amtszeit gilt für anti-westliche Politiker Russlands als die einzige Epoche in der Geschichte Russlands, in der das Land keine unabhängige Außenpolitik betrieben habe. Für seine Hinwendung gegenüber dem Westen wurde Kosyrew in Russland heftig kritisiert, Gorbatschow etwa warf ihm vor, das russische Außenministerium in eine Filiale des State Department verwandelt zu haben.
Im Januar 1998 wurde er in den Vorstand des US-amerikanischen Konzerns ICN Pharmaceuticals gewählt. Seit Januar 2000 ist er Vizepräsident der International Pharmaceutical Corporation ICN.
Kosyrew verurteilte den russischen Angriffskrieg gegen die Ukraine. Er befürwortet die Lieferung von Waffen der westlichen Länder an die Ukraine.
Heute lebt er in den USA.